# پارکینگ با پیشکار

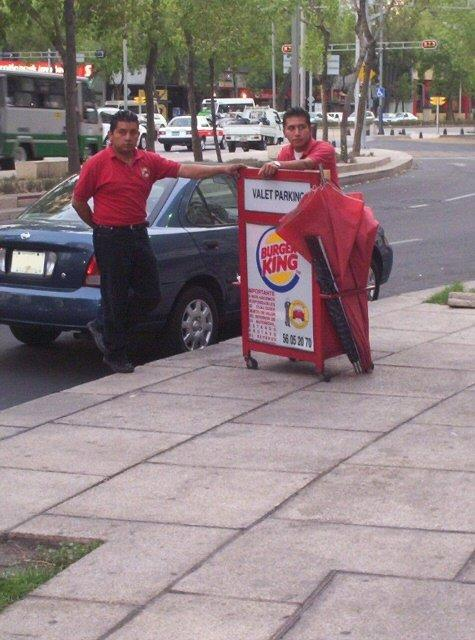
پارکینگ با پیشکار در رستوران برگر کینگ در مکزیکوسیتی ارائه می‌شود

پارکینگ با پیشکار یک سرویس پارکینگ است که توسط برخی رستوران ها ، فروشگاه ها و سایر مشاغل ارائه می شود. برخلاف "خود-پارکینگ"، که در آن مشتریان به تنهایی یک جای پارک پیدا می کنند، وسایل نقلیه مشتریان توسط شخصی به نام پیشکار برای آنها پارک می شود. این خدمات یا مستلزم پرداخت هزینه ای توسط مشتری است و یا به صورت رایگان توسط موسسه ارائه می شود.

## توضیح
پیشکار معمولاً کارمند مؤسسه یا کارمند یک سرویس خدماتی شخص ثالث است. وقتی هزینه ای وجود دارد، معمولاً یا مبلغ ثابتی است یا هزینه ای بر اساس مدت زمان پارک خودرو. در ایالات متحده مرسوم است که به خدمتکاری که ماشین را پارک می‌کند انعام می‌دهند. پارکینگ با پیشکار اغلب در مناطق شهری ارائه می‌شود (و بسیار مفید است)، جایی که پارکینگ کمیاب است، اگرچه برخی از کسب‌وکارهای سطح‌بالا پارکینگ خدماتی را به‌عنوان یک سرویس اختیاری ارائه می‌کنند، حتی اگر پارکینگ شخصی به راحتی در دسترس باشد. به عنوان مثال، در مناطق حومه شهر ثروتمند مانند دره سیلیکون کالیفرنیا برخی از بیمارستان‌ها (مانند مرکز پزشکی دانشگاه استنفورد) برای راحتی بیماران و بازدیدکنندگانشان، پارکینگ‌های با پیشکار ارائه می‌دهند. از سوی دیگر، جایی که پارکینگ کمیاب نیست، مانند در لاس وگاس استریپ، برای راحتی، این خدمت به مشتریان ارائه می‌شود. برخی از بیمارستان‌ها، مانند بیمارستان گرینویچ (کانکتیکات) وابسته به ییل در ساحل طلایی کنتیکت، فضای محدودی برای پارک کردن دارند که اتاق اورژانس فقط پارکینگ با پیشکار است تا حداکثر تعداد خودروها را در خود جای دهد.
برخی از خودروها دارای یک کلید اضافی هستند که به عنوان کلید پیشکار شناخته می‌شود، که ماشین را روشن می‌کند و در سمت راننده را باز می‌کند، اما از دسترسی پیشکار به وسایل با ارزشمند که در صندوق عقب یا داشبورد قرار دارند، جلوگیری می‌کند.

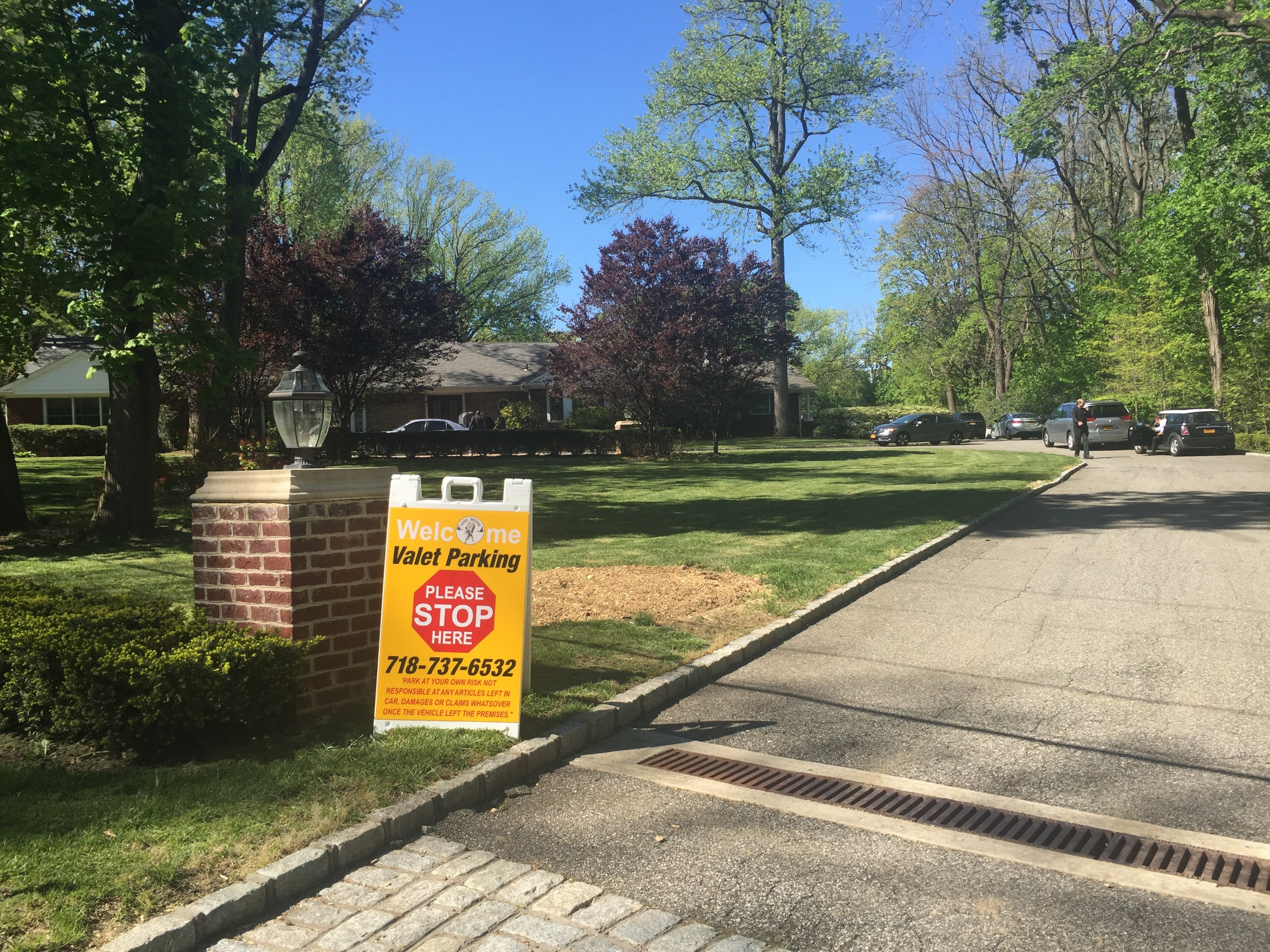
Lions Parking در حال کار است